# Sello (Gärtnerfamilie)
Sello ist eine deutsche Gärtnerfamilie, die in drei Generationen Hofgärtner hervorbrachte.

## Stammtafel (Auszug)
| | | | | | |                                                                                      |                                                                                      |                                                                                         |                                                                                         |                                                                                         |                                                                                         |                                                                                         |                                                                                         |  |  |                                                           |                                                           |                                                           |                                                           | | | | | | | Johann Justus * 8. 4. 1690 Ebersbach, heute Ewersbach † 19. 10. 1768 Berlin, Neue Kirche Planteur im Tiergarten, Berlin                       | | | | | | | | | | | |  |  | | | | | | |  |  | | | | | | |  |  |  |  |  |  |  |  |  |  |  |  |  |  |  |  |  |  |  |  |  |  |  |  |
| | | | | | |                                                                                      |                                                                                      |                                                                                         |                                                                                         |                                                                                         |                                                                                         |                                                                                         |                                                                                         |  |  |                                                           |                                                           |                                                           |                                                           | | | | | | | | | | | | | | | | | | |  |  | | | | | | |  |  | | | | | | |  |  |  |  |  |  |  |  |  |  |  |  |  |  |  |  |  |  |  |  |  |  |  |  |
| | | | | | |                                                                                      |                                                                                      |                                                                                         |                                                                                         |                                                                                         |                                                                                         |                                                                                         |                                                                                         |  |  |                                                           |                                                           |                                                           |                                                           | | | | | | | | | | | | | | | | | | |  |  | | | | | | |  |  | | | | | | |  |  |  |  |  |  |  |  |  |  |  |  |  |  |  |  |  |  |  |  |  |  |  |  |
| | | | | Ehrenreich Wilhelm * 11. 10. 1722 Berlin † 29. 9. 1795 Berlin Planteur im Tiergarten                  | Ehrenreich Wilhelm * 11. 10. 1722 Berlin † 29. 9. 1795 Berlin Planteur im Tiergarten                  | Ehrenreich Wilhelm * 11. 10. 1722 Berlin † 29. 9. 1795 Berlin Planteur im Tiergarten | Ehrenreich Wilhelm * 11. 10. 1722 Berlin † 29. 9. 1795 Berlin Planteur im Tiergarten | Ehrenreich Wilhelm * 11. 10. 1722 Berlin † 29. 9. 1795 Berlin Planteur im Tiergarten    | Ehrenreich Wilhelm * 11. 10. 1722 Berlin † 29. 9. 1795 Berlin Planteur im Tiergarten    |                                                                                         |                                                                                         |                                                                                         |                                                                                         |  |  |                                                           |                                                           |                                                           |                                                           | | | | | | | Johann Samuel getauft 30. 11. 1724 Berlin, Neue Kirche † 4. 1787 Bornstedt Hofgärtner in Rheinsberg und in Sanssouci (Küchengarten), Potsdam  | Johann Samuel getauft 30. 11. 1724 Berlin, Neue Kirche † 4. 1787 Bornstedt Hofgärtner in Rheinsberg und in Sanssouci (Küchengarten), Potsdam  | Johann Samuel getauft 30. 11. 1724 Berlin, Neue Kirche † 4. 1787 Bornstedt Hofgärtner in Rheinsberg und in Sanssouci (Küchengarten), Potsdam  | Johann Samuel getauft 30. 11. 1724 Berlin, Neue Kirche † 4. 1787 Bornstedt Hofgärtner in Rheinsberg und in Sanssouci (Küchengarten), Potsdam  | Johann Samuel getauft 30. 11. 1724 Berlin, Neue Kirche † 4. 1787 Bornstedt Hofgärtner in Rheinsberg und in Sanssouci (Küchengarten), Potsdam | Johann Samuel getauft 30. 11. 1724 Berlin, Neue Kirche † 4. 1787 Bornstedt Hofgärtner in Rheinsberg und in Sanssouci (Küchengarten), Potsdam | | | | | | |  |  | | | | | | |  |  | Anna Catharina * 27. 9. 1735 oder 1739 Berlin † 1806 Verheiratet mit Hofgärtner Johann Joseph Nietner                                                     | Anna Catharina * 27. 9. 1735 oder 1739 Berlin † 1806 Verheiratet mit Hofgärtner Johann Joseph Nietner                                                     | Anna Catharina * 27. 9. 1735 oder 1739 Berlin † 1806 Verheiratet mit Hofgärtner Johann Joseph Nietner                                                     | Anna Catharina * 27. 9. 1735 oder 1739 Berlin † 1806 Verheiratet mit Hofgärtner Johann Joseph Nietner                                                     | Anna Catharina * 27. 9. 1735 oder 1739 Berlin † 1806 Verheiratet mit Hofgärtner Johann Joseph Nietner                                                     | Anna Catharina * 27. 9. 1735 oder 1739 Berlin † 1806 Verheiratet mit Hofgärtner Johann Joseph Nietner                                                     |  |  |  |  |  |  |  |  |  |  |  |  |  |  |  |  |  |  |  |  |  |  |  |  |
| | | | | Ehrenreich Wilhelm * 11. 10. 1722 Berlin † 29. 9. 1795 Berlin Planteur im Tiergarten                  | Ehrenreich Wilhelm * 11. 10. 1722 Berlin † 29. 9. 1795 Berlin Planteur im Tiergarten                  | Ehrenreich Wilhelm * 11. 10. 1722 Berlin † 29. 9. 1795 Berlin Planteur im Tiergarten | Ehrenreich Wilhelm * 11. 10. 1722 Berlin † 29. 9. 1795 Berlin Planteur im Tiergarten | Ehrenreich Wilhelm * 11. 10. 1722 Berlin † 29. 9. 1795 Berlin Planteur im Tiergarten    | Ehrenreich Wilhelm * 11. 10. 1722 Berlin † 29. 9. 1795 Berlin Planteur im Tiergarten    |                                                                                         |                                                                                         |                                                                                         |                                                                                         |  |  |                                                           |                                                           |                                                           |                                                           | | | | | | | Johann Samuel getauft 30. 11. 1724 Berlin, Neue Kirche † 4. 1787 Bornstedt Hofgärtner in Rheinsberg und in Sanssouci (Küchengarten), Potsdam  | Johann Samuel getauft 30. 11. 1724 Berlin, Neue Kirche † 4. 1787 Bornstedt Hofgärtner in Rheinsberg und in Sanssouci (Küchengarten), Potsdam  | Johann Samuel getauft 30. 11. 1724 Berlin, Neue Kirche † 4. 1787 Bornstedt Hofgärtner in Rheinsberg und in Sanssouci (Küchengarten), Potsdam  | Johann Samuel getauft 30. 11. 1724 Berlin, Neue Kirche † 4. 1787 Bornstedt Hofgärtner in Rheinsberg und in Sanssouci (Küchengarten), Potsdam  | Johann Samuel getauft 30. 11. 1724 Berlin, Neue Kirche † 4. 1787 Bornstedt Hofgärtner in Rheinsberg und in Sanssouci (Küchengarten), Potsdam | Johann Samuel getauft 30. 11. 1724 Berlin, Neue Kirche † 4. 1787 Bornstedt Hofgärtner in Rheinsberg und in Sanssouci (Küchengarten), Potsdam | | | | | | |  |  | | | | | | |  |  | Anna Catharina * 27. 9. 1735 oder 1739 Berlin † 1806 Verheiratet mit Hofgärtner Johann Joseph Nietner                                                     | Anna Catharina * 27. 9. 1735 oder 1739 Berlin † 1806 Verheiratet mit Hofgärtner Johann Joseph Nietner                                                     | Anna Catharina * 27. 9. 1735 oder 1739 Berlin † 1806 Verheiratet mit Hofgärtner Johann Joseph Nietner                                                     | Anna Catharina * 27. 9. 1735 oder 1739 Berlin † 1806 Verheiratet mit Hofgärtner Johann Joseph Nietner                                                     | Anna Catharina * 27. 9. 1735 oder 1739 Berlin † 1806 Verheiratet mit Hofgärtner Johann Joseph Nietner                                                     | Anna Catharina * 27. 9. 1735 oder 1739 Berlin † 1806 Verheiratet mit Hofgärtner Johann Joseph Nietner                                                     |  |  |  |  |  |  |  |  |  |  |  |  |  |  |  |  |  |  |  |  |  |  |  |  |
| | | | | | |                                                                                      |                                                                                      |                                                                                         |                                                                                         |                                                                                         |                                                                                         |                                                                                         |                                                                                         |  |  |                                                           |                                                           |                                                           |                                                           | | | | | | | | | | | | | | | | | | |  |  | | | | | | |  |  | | | | | | |  |  |  |  |  |  |  |  |  |  |  |  |  |  |  |  |  |  |  |  |  |  |  |  |
| Johann Wilhelm getauft 14. 11. 1756 Berlin, Neue Kirche † 20. 4. 1822 Bornstedt Planteur in Sanssouci | Johann Wilhelm getauft 14. 11. 1756 Berlin, Neue Kirche † 20. 4. 1822 Bornstedt Planteur in Sanssouci | Johann Wilhelm getauft 14. 11. 1756 Berlin, Neue Kirche † 20. 4. 1822 Bornstedt Planteur in Sanssouci | Johann Wilhelm getauft 14. 11. 1756 Berlin, Neue Kirche † 20. 4. 1822 Bornstedt Planteur in Sanssouci | Johann Wilhelm getauft 14. 11. 1756 Berlin, Neue Kirche † 20. 4. 1822 Bornstedt Planteur in Sanssouci | Johann Wilhelm getauft 14. 11. 1756 Berlin, Neue Kirche † 20. 4. 1822 Bornstedt Planteur in Sanssouci |                                                                                      |                                                                                      | Justus Ehrenreich getauft 14. 9. 1758 Berlin † 8. 3. 1818 Berlin Planteur im Tiergarten | Justus Ehrenreich getauft 14. 9. 1758 Berlin † 8. 3. 1818 Berlin Planteur im Tiergarten | Justus Ehrenreich getauft 14. 9. 1758 Berlin † 8. 3. 1818 Berlin Planteur im Tiergarten | Justus Ehrenreich getauft 14. 9. 1758 Berlin † 8. 3. 1818 Berlin Planteur im Tiergarten | Justus Ehrenreich getauft 14. 9. 1758 Berlin † 8. 3. 1818 Berlin Planteur im Tiergarten | Justus Ehrenreich getauft 14. 9. 1758 Berlin † 8. 3. 1818 Berlin Planteur im Tiergarten |  |  |                                                           |                                                           |                                                           |                                                           | Carl Julius Samuel * 9. 2. 1757 Potsdam † 26. 8. 1796 Potsdam Hofgärtner in Sanssouci (Küchengarten) | Carl Julius Samuel * 9. 2. 1757 Potsdam † 26. 8. 1796 Potsdam Hofgärtner in Sanssouci (Küchengarten) | Carl Julius Samuel * 9. 2. 1757 Potsdam † 26. 8. 1796 Potsdam Hofgärtner in Sanssouci (Küchengarten) | Carl Julius Samuel * 9. 2. 1757 Potsdam † 26. 8. 1796 Potsdam Hofgärtner in Sanssouci (Küchengarten) | Carl Julius Samuel * 9. 2. 1757 Potsdam † 26. 8. 1796 Potsdam Hofgärtner in Sanssouci (Küchengarten)                                          | Carl Julius Samuel * 9. 2. 1757 Potsdam † 26. 8. 1796 Potsdam Hofgärtner in Sanssouci (Küchengarten)                                          | | | | | | | Christian Ludwig Samuel, genannt Louis * 21. 2. 1775 Potsdam † 8. 3. 1837 Potsdam Hofgärtner in Caputh und in Sanssouci (Terrassenrevier und ab 1817 zusätzlich im Orangerierevier) | Christian Ludwig Samuel, genannt Louis * 21. 2. 1775 Potsdam † 8. 3. 1837 Potsdam Hofgärtner in Caputh und in Sanssouci (Terrassenrevier und ab 1817 zusätzlich im Orangerierevier) | Christian Ludwig Samuel, genannt Louis * 21. 2. 1775 Potsdam † 8. 3. 1837 Potsdam Hofgärtner in Caputh und in Sanssouci (Terrassenrevier und ab 1817 zusätzlich im Orangerierevier) | Christian Ludwig Samuel, genannt Louis * 21. 2. 1775 Potsdam † 8. 3. 1837 Potsdam Hofgärtner in Caputh und in Sanssouci (Terrassenrevier und ab 1817 zusätzlich im Orangerierevier) | Christian Ludwig Samuel, genannt Louis * 21. 2. 1775 Potsdam † 8. 3. 1837 Potsdam Hofgärtner in Caputh und in Sanssouci (Terrassenrevier und ab 1817 zusätzlich im Orangerierevier) | Christian Ludwig Samuel, genannt Louis * 21. 2. 1775 Potsdam † 8. 3. 1837 Potsdam Hofgärtner in Caputh und in Sanssouci (Terrassenrevier und ab 1817 zusätzlich im Orangerierevier) |  |  | | | | | | |  |  | | | | | | |  |  |  |  |  |  |  |  |  |  |  |  |  |  |  |  |  |  |  |  |  |  |  |  |
| Johann Wilhelm getauft 14. 11. 1756 Berlin, Neue Kirche † 20. 4. 1822 Bornstedt Planteur in Sanssouci | Johann Wilhelm getauft 14. 11. 1756 Berlin, Neue Kirche † 20. 4. 1822 Bornstedt Planteur in Sanssouci | Johann Wilhelm getauft 14. 11. 1756 Berlin, Neue Kirche † 20. 4. 1822 Bornstedt Planteur in Sanssouci | Johann Wilhelm getauft 14. 11. 1756 Berlin, Neue Kirche † 20. 4. 1822 Bornstedt Planteur in Sanssouci | Johann Wilhelm getauft 14. 11. 1756 Berlin, Neue Kirche † 20. 4. 1822 Bornstedt Planteur in Sanssouci | Johann Wilhelm getauft 14. 11. 1756 Berlin, Neue Kirche † 20. 4. 1822 Bornstedt Planteur in Sanssouci |                                                                                      |                                                                                      | Justus Ehrenreich getauft 14. 9. 1758 Berlin † 8. 3. 1818 Berlin Planteur im Tiergarten | Justus Ehrenreich getauft 14. 9. 1758 Berlin † 8. 3. 1818 Berlin Planteur im Tiergarten | Justus Ehrenreich getauft 14. 9. 1758 Berlin † 8. 3. 1818 Berlin Planteur im Tiergarten | Justus Ehrenreich getauft 14. 9. 1758 Berlin † 8. 3. 1818 Berlin Planteur im Tiergarten | Justus Ehrenreich getauft 14. 9. 1758 Berlin † 8. 3. 1818 Berlin Planteur im Tiergarten | Justus Ehrenreich getauft 14. 9. 1758 Berlin † 8. 3. 1818 Berlin Planteur im Tiergarten |  |  |                                                           |                                                           |                                                           |                                                           | Carl Julius Samuel * 9. 2. 1757 Potsdam † 26. 8. 1796 Potsdam Hofgärtner in Sanssouci (Küchengarten) | Carl Julius Samuel * 9. 2. 1757 Potsdam † 26. 8. 1796 Potsdam Hofgärtner in Sanssouci (Küchengarten) | Carl Julius Samuel * 9. 2. 1757 Potsdam † 26. 8. 1796 Potsdam Hofgärtner in Sanssouci (Küchengarten) | Carl Julius Samuel * 9. 2. 1757 Potsdam † 26. 8. 1796 Potsdam Hofgärtner in Sanssouci (Küchengarten) | Carl Julius Samuel * 9. 2. 1757 Potsdam † 26. 8. 1796 Potsdam Hofgärtner in Sanssouci (Küchengarten)                                          | Carl Julius Samuel * 9. 2. 1757 Potsdam † 26. 8. 1796 Potsdam Hofgärtner in Sanssouci (Küchengarten)                                          | | | | | | | Christian Ludwig Samuel, genannt Louis * 21. 2. 1775 Potsdam † 8. 3. 1837 Potsdam Hofgärtner in Caputh und in Sanssouci (Terrassenrevier und ab 1817 zusätzlich im Orangerierevier) | Christian Ludwig Samuel, genannt Louis * 21. 2. 1775 Potsdam † 8. 3. 1837 Potsdam Hofgärtner in Caputh und in Sanssouci (Terrassenrevier und ab 1817 zusätzlich im Orangerierevier) | Christian Ludwig Samuel, genannt Louis * 21. 2. 1775 Potsdam † 8. 3. 1837 Potsdam Hofgärtner in Caputh und in Sanssouci (Terrassenrevier und ab 1817 zusätzlich im Orangerierevier) | Christian Ludwig Samuel, genannt Louis * 21. 2. 1775 Potsdam † 8. 3. 1837 Potsdam Hofgärtner in Caputh und in Sanssouci (Terrassenrevier und ab 1817 zusätzlich im Orangerierevier) | Christian Ludwig Samuel, genannt Louis * 21. 2. 1775 Potsdam † 8. 3. 1837 Potsdam Hofgärtner in Caputh und in Sanssouci (Terrassenrevier und ab 1817 zusätzlich im Orangerierevier) | Christian Ludwig Samuel, genannt Louis * 21. 2. 1775 Potsdam † 8. 3. 1837 Potsdam Hofgärtner in Caputh und in Sanssouci (Terrassenrevier und ab 1817 zusätzlich im Orangerierevier) |  |  | | | | | | |  |  | | | | | | |  |  |  |  |  |  |  |  |  |  |  |  |  |  |  |  |  |  |  |  |  |  |  |  |
| | | | | | |                                                                                      |                                                                                      |                                                                                         |                                                                                         |                                                                                         |                                                                                         |                                                                                         |                                                                                         |  |  |                                                           |                                                           |                                                           |                                                           | | | | | | | | | | | | | | | | | | |  |  | | | | | | |  |  | | | | | | |  |  |  |  |  |  |  |  |  |  |  |  |  |  |  |  |  |  |  |  |  |  |  |  |
| | | | | | |                                                                                      |                                                                                      |                                                                                         |                                                                                         |                                                                                         |                                                                                         |                                                                                         |                                                                                         |  |  | Friedrich * 12. 3. 1789 Berlin † 1831 Brasilien Botaniker | Friedrich * 12. 3. 1789 Berlin † 1831 Brasilien Botaniker | Friedrich * 12. 3. 1789 Berlin † 1831 Brasilien Botaniker | Friedrich * 12. 3. 1789 Berlin † 1831 Brasilien Botaniker | Friedrich * 12. 3. 1789 Berlin † 1831 Brasilien Botaniker                                            | Friedrich * 12. 3. 1789 Berlin † 1831 Brasilien Botaniker                                            | | | Ludwig Hermann * 25. 9. 1800 Caputh † 28. 12. 1876 Potsdam Hofgärtner in Sanssouci (Charlottenhof und Terrassenrevier), Titel: Oberhofgärtner | Ludwig Hermann * 25. 9. 1800 Caputh † 28. 12. 1876 Potsdam Hofgärtner in Sanssouci (Charlottenhof und Terrassenrevier), Titel: Oberhofgärtner | Ludwig Hermann * 25. 9. 1800 Caputh † 28. 12. 1876 Potsdam Hofgärtner in Sanssouci (Charlottenhof und Terrassenrevier), Titel: Oberhofgärtner | Ludwig Hermann * 25. 9. 1800 Caputh † 28. 12. 1876 Potsdam Hofgärtner in Sanssouci (Charlottenhof und Terrassenrevier), Titel: Oberhofgärtner | Ludwig Hermann * 25. 9. 1800 Caputh † 28. 12. 1876 Potsdam Hofgärtner in Sanssouci (Charlottenhof und Terrassenrevier), Titel: Oberhofgärtner | Ludwig Hermann * 25. 9. 1800 Caputh † 28. 12. 1876 Potsdam Hofgärtner in Sanssouci (Charlottenhof und Terrassenrevier), Titel: Oberhofgärtner | | | Charlotte Luise Albertine, genannt Berta (auch Bertha) * 25. 2. 1803 Caputh † 20. 3. 1835 Niederschönhausen Verheiratet mit Hofgärtner Theodor I. Nietner                           | Charlotte Luise Albertine, genannt Berta (auch Bertha) * 25. 2. 1803 Caputh † 20. 3. 1835 Niederschönhausen Verheiratet mit Hofgärtner Theodor I. Nietner                           | Charlotte Luise Albertine, genannt Berta (auch Bertha) * 25. 2. 1803 Caputh † 20. 3. 1835 Niederschönhausen Verheiratet mit Hofgärtner Theodor I. Nietner                           | Charlotte Luise Albertine, genannt Berta (auch Bertha) * 25. 2. 1803 Caputh † 20. 3. 1835 Niederschönhausen Verheiratet mit Hofgärtner Theodor I. Nietner                           | Charlotte Luise Albertine, genannt Berta (auch Bertha) * 25. 2. 1803 Caputh † 20. 3. 1835 Niederschönhausen Verheiratet mit Hofgärtner Theodor I. Nietner                           | Charlotte Luise Albertine, genannt Berta (auch Bertha) * 25. 2. 1803 Caputh † 20. 3. 1835 Niederschönhausen Verheiratet mit Hofgärtner Theodor I. Nietner                           |  |  | Charlotte Tusnelde Pauline * 2. 5. 1808 Caputh † 11. 4. 1883 Potsdam Verheiratet mit Hofarchitekt Ludwig Persius | Charlotte Tusnelde Pauline * 2. 5. 1808 Caputh † 11. 4. 1883 Potsdam Verheiratet mit Hofarchitekt Ludwig Persius | Charlotte Tusnelde Pauline * 2. 5. 1808 Caputh † 11. 4. 1883 Potsdam Verheiratet mit Hofarchitekt Ludwig Persius | Charlotte Tusnelde Pauline * 2. 5. 1808 Caputh † 11. 4. 1883 Potsdam Verheiratet mit Hofarchitekt Ludwig Persius | Charlotte Tusnelde Pauline * 2. 5. 1808 Caputh † 11. 4. 1883 Potsdam Verheiratet mit Hofarchitekt Ludwig Persius | Charlotte Tusnelde Pauline * 2. 5. 1808 Caputh † 11. 4. 1883 Potsdam Verheiratet mit Hofarchitekt Ludwig Persius |  |  | Ludwig Emil Walter * 25. 5. 1816 Potsdam † 11. 6. 1893 ebenda Hofgärtner in Potsdam und Sanssouci (Neues Palais und Charlottenhof), Titel: Oberhofgärtner | Ludwig Emil Walter * 25. 5. 1816 Potsdam † 11. 6. 1893 ebenda Hofgärtner in Potsdam und Sanssouci (Neues Palais und Charlottenhof), Titel: Oberhofgärtner | Ludwig Emil Walter * 25. 5. 1816 Potsdam † 11. 6. 1893 ebenda Hofgärtner in Potsdam und Sanssouci (Neues Palais und Charlottenhof), Titel: Oberhofgärtner | Ludwig Emil Walter * 25. 5. 1816 Potsdam † 11. 6. 1893 ebenda Hofgärtner in Potsdam und Sanssouci (Neues Palais und Charlottenhof), Titel: Oberhofgärtner | Ludwig Emil Walter * 25. 5. 1816 Potsdam † 11. 6. 1893 ebenda Hofgärtner in Potsdam und Sanssouci (Neues Palais und Charlottenhof), Titel: Oberhofgärtner | Ludwig Emil Walter * 25. 5. 1816 Potsdam † 11. 6. 1893 ebenda Hofgärtner in Potsdam und Sanssouci (Neues Palais und Charlottenhof), Titel: Oberhofgärtner |  |  |  |  |  |  |  |  |  |  |  |  |  |  |  |  |  |  |  |  |  |  |  |  |

## Weitere Mitglieder der Familie
- Leopold Sello (1785–1874), Leiter des Preußischen Bergamtes in Saarbrücken, Sohn des Planteurs Wilhelm Sello
- Reinhold Persius (1835–1912), Oberhofbaurat, Sohn von Pauline Persius, geborene Sello und des Architekten Ludwig Persius
- Georg Sello (1850–1926), Doktor der Rechte, Archivar und Historiker, Sohn des Hofgärtners Emil Sello
- Erich Sello (1852–1912), Jurist und Strafverteidiger, Sohn des Hofgärtners Emil Sello